# Plazi
Plazi是一家以支持和促进数字生物分类学文献的长期、公开访问为目的的国际非营利性组织，总部位于瑞士。Plazi是生物多样性文献库（Biodiversity Literature Repository）的共同创立者。该组织使用TreatmentBank服务，将分类学出版物的数据转化为XML格式的FAIR数据，并在Zenodo上建立并维护可供公开访问的生物多样性文献库（Biodiversity Literature Repository）。Plazi致力于宣传科学讨论和科学数据的开放获取的重要意义，它是生物多样性信息学领域中快速发展的在线分类学的贡献者。
该方式最初由美国国家科学基金会、德国科学基金会、美國自然史博物館和卡尔斯鲁厄理工学院的共同合作开发的。该方式试图创建使用XML格式对生物系统文献的内容进行建模分类。旧的学术出版物则使用GoldenGATE的半自动编辑器创建的TaxonX格式。
当下，Plazi依然在使用GoldenGATE作为一个复杂的标记工具，从而允许学术界参与并提高文档质量。
Plazi开发了多种方法，可通过全球生物多样性信息设施（GBIF）收集的TAPIR服务访问当前已发布的分类学文献中的数据记录。同时可通过物种页面模型（SPM）传输模式，从而获取第三方机构，如生命百科全书（EOL）的分类数据（物种和更高分类群的科学描述）。目前，达尔文核心档案（DwC-A）传输到全球生物多样性信息设施（GBIF）的数据为33,623个数量集，占GBIF中所有数据集的比重超过50%。并且在可行的前提下，Plazi通过与外部数据库（如GenBank、膜翅目名称服务器或ZooBank（动物学名称注册处））的网络链接来提高文档质量。
Plazi声称其支持版权法规，辩解称生物学分类并不属于文学或艺术作品的范围。因此Plazi认为这部分作品属于公共领域，在科学实践需要的前提下可以自由使用和传播。